# Близнюк Геннадій Петрович
Геннадій Петрович Близнюк (біл. Генадзь Пятровіч Блізнюк; нар. 30 липня 1980, Світлогорськ, Гомельська область, Білоруська РСР) — білоруський футболіст та тренер, виступав на позиції нападника.

## Клубна кар'єра
Вихованець світлогорської ДЮСШ-2, перші тренери — А. Є. Кучинський та В. В. Беляй.
Спортивну кар'єру розпочав у футзальній команді ЦКК. 1999 року уклав перший професійний контракт із футбольним клубом «Гомель» (з яким став чемпіоном країни та найкращим бомбардиром чемпіонату 2003 року). У 2004-2005 роках грав у Росії за саратовський «Сокіл», потім повернувся до Білорусі, де став гравцем борисовського БАТЕ. У БАТЕ швидко став основним нападником та найкращим бомбардиром клубу. Особливо вдалим був сезон 2008 року, в якому Близнюк у поєднанні з Віталієм Родіоновим дозволив БАТЕ виграти ще один чемпіонат. Виступав у стартовому складі БАТЕ під час успішної кампанії Ліги чемпіонів 2008/09. Забив декілька важливих м'ячів у кваліфікаційних раундах, допоміг БАТЕ вперше в історії пробитися до групового етапу Ліги чемпіонів. Брав участь у чотирьох матчах БАТЕ на груповому етапі.
Після вдалого сезону 2008 року він переїхав до німецького «Франкфурта», з яким підписав 6-місячний контракт, але не залишився в Німеччині й у травні 2009 року розірвав контракт із клубом за обопільною згодою сторін. На початку липня підписав контракт із клубом «Сибір», яку очолив колишній тренер БАТЕ Ігор Кривушенко. У дебютному матчі за «Сибір» проти «СКА-Енергії» відзначився голом на 2-й хвилині матчу. і незабаром став гравцем «Сибірі». Допоміг сибірському клубу вийти в російську Прем'єр-лігу.
За футбольний клуб «Білшина» виступав (з перервою) із серпня 2010 року по 2012 рік. 17 грудня 2012 року уклав попередню угоду з футбольним клубом «Гомель». Залишившись у команді, склад якої значно помолодшав, Геннадій став одним із найдосвідченіших її гравців та лідерів. 25 квітня 2015 року, зігравши в матчі проти БАТЕ, Геннадій став рекордсменом клубу за кількістю зіграних матчів у Прем'єр-лізі (190), а 19 жовтня, зробив хет-трик у матчі проти берестейського «Динамо», став також найкращим бомбардиром клубу. 22 грудня цього ж року підписав контракт із клубом терміном на один рік.
За підсумками сезону 2015 року «Гомель» вилетів у Першу лігу, і Геннадій вирішив покинути клуб. У січні 2016 року підписав контракт з жодинським «Торпедо-БелАЗ». Разом з «Торпедо-БелАЗ» став володарем Кубку Білорусі. 5 липня контракт із жодинським клубом було розірвано за згодою сторін.
15 серпня 2016 року став гравцем «Іслочі», де зарекомендував себе як лівий атакувальний півзахисник. Після закінчення сезону в грудні 2016 року залишив «Іслоч», однак незабаром він повернувся в команду і в січні 2017 року підписав новий контракт. 18 серпня 2017 року, граючи проти «Гомеля», провів свій 500-й матч на найвищому рівні, тим самим поповнивши клуб Сергія Алейникова. У липні 2018 року покинув «Іслоч».
У серпні 2018 року приєднався до «Енергетика-БДУ», якому допоміг вийти у Вищу лігу. Після закінчення сезону в грудні 2018 року у віці 38 років завершив кар'єру і перейшов на тренерську роботу в «Енергетик-БДУ».

## Кар'єра в збірній
Виступав за молодіжну збірну Білорусі, потім — за національну збірну.

## Кар'єра тренера
Після завершення кар'єри з початку 2019 року асистував головному тренеру дубля «Енергетика-БДУ» Павлу Родньонку, а з травня 2019 року сам очолював резервний склад. З 2020 року зосередився на роботі в першій команді клубу. У грудні 2022 року залишив тренерський штаб столичного клубу.

## Статистика виступів

### Голи за збірну
Scores and results list Belarus' goal tally first, score column indicates score after each Bliznyuk goal.
| № | Дата           | Місце                              | Суперник | Рахунок | Результат | Змагання                           |
| - | -------------- | ---------------------------------- | -------- | ------- | --------- | ---------------------------------- |
| 1 | 28 квітня 2004 | Динамо, Мінськ, Білорусь           | Литва    | 1–0     | 1–0       | Товариський матч                   |
| 2 | 6 червня 2009  | Німан, Гродно, Білорусь            | Андорра  | 1–0     | 5–1       | кваліфікація чемпіонату світу 2010 |
| 3 | 6 червня 2009  | Німан, Гродно, Білорусь            | Андорра  | 5–0     | 5–1       | кваліфікація чемпіонату світу 2010 |
| 4 | 10 червня 2009 | Міський стадіон, Борисов, Білорусь | Молдова  | 2–0     | 2–2       | Товариський матч                   |

## Досягнення
Футзал
- Чемпіонат Білорусі
  -  Чемпіон (1): 1995/96
  -  Срібний призер (1): 1996/97
  -  Бронзовий призер (2): 1997/98, 1998/99

- Кубок Білорусі
  -  Фіналіст (1): 1998

- Найкращий нападник чемпіонату Білорусі: 1996/97
- Найкращий гравець чемпіонату Білорусі: 1997/98
- Найкращий бомбардир Кубка Білорусі: 1997 (10 голів)

Футбол
- Вища ліга Білорусі
  -  Чемпіон (4): 2003, 2006, 2007, 2008
  -  Бронзовий призер (1): 1999

- Кубок Білорусі
  -  Володар (3): 2001/02, 2005/06, 2015/16

- Перша ліга Росії
  -  Срібний призер (1): 2009 (вихід до Прем'єр-ліги Росії)

- Кубок Росії
  -  Фіналіст (1): 2009/10

- Найкращий бомбардир чемпіонату Білорусі: 2003 (18 голів, разом із Сергієм Корніленком), 2008 (16 голів, разом із Віталієм Родіоновим)

- У вищій лізі Білорусі станом на 1 травня 2015 року відзначився 117-ма голами, входить до трійки найкращих бомбардирів чемпіонату за всю історію[14]
- Член білоруського Клубу бомбардирів (4-й результат): 158 голів